# La Samaritaine

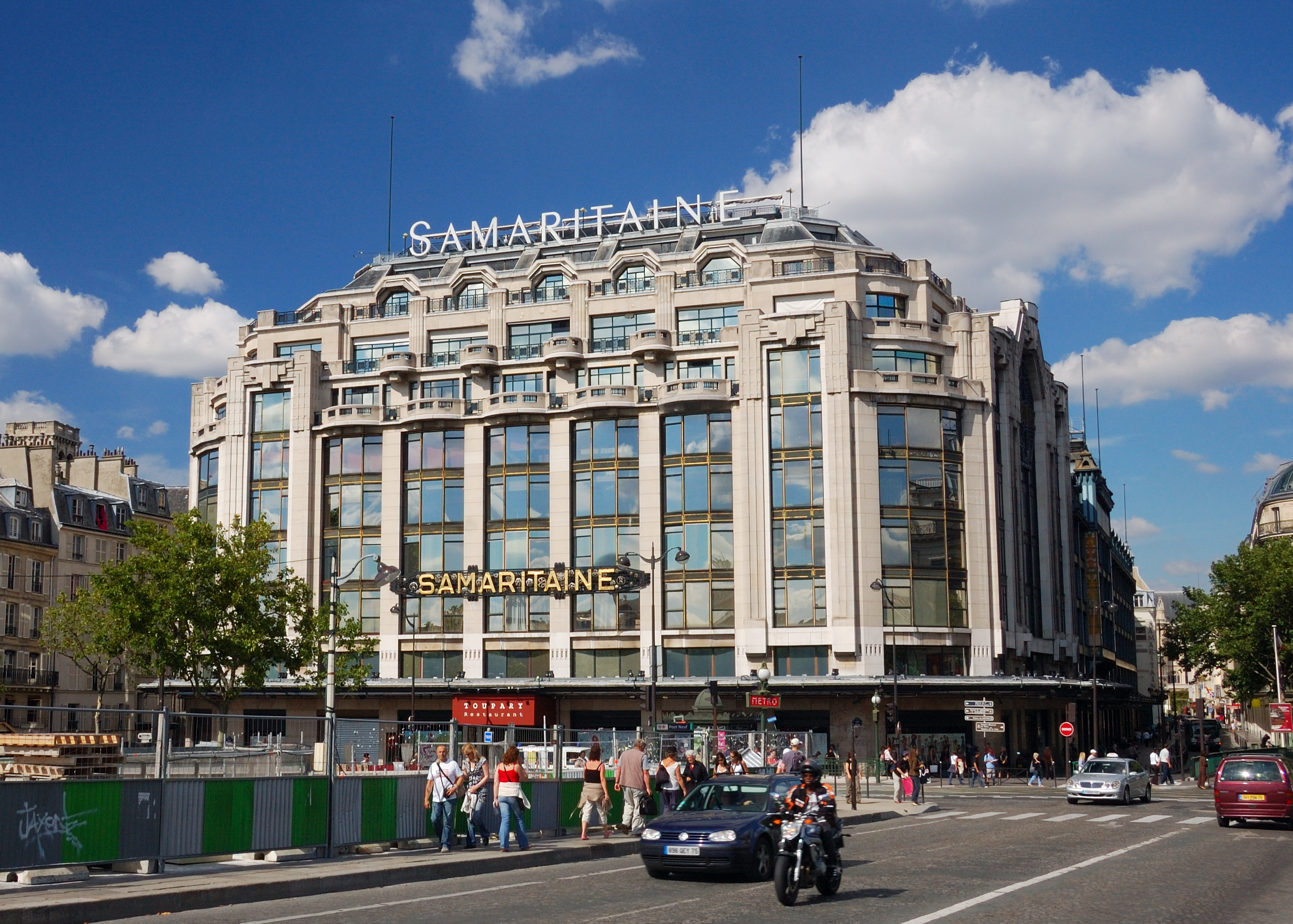
Hauptgebäude „La Samaritaine“, magasin 2, 2006

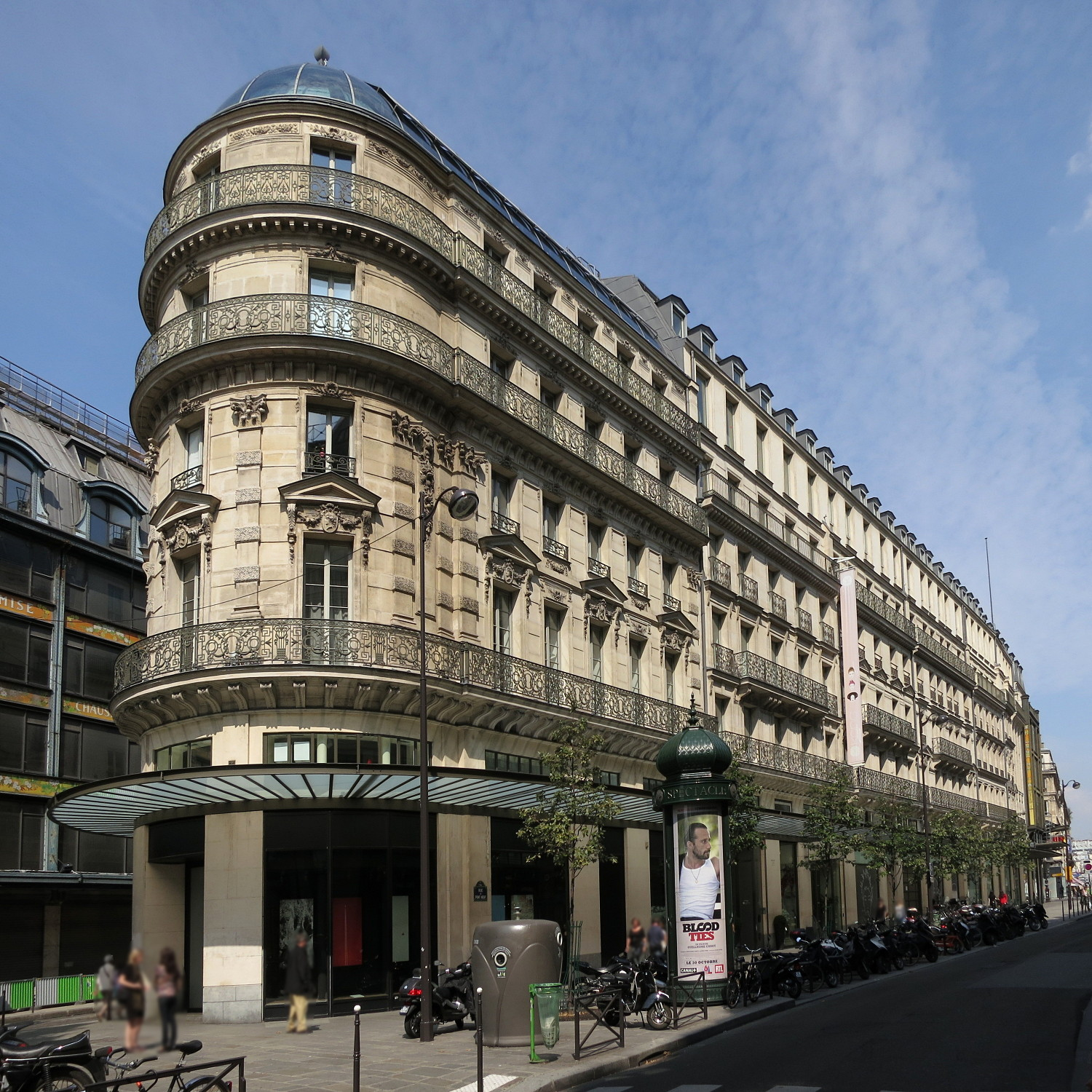
magasin 1, Ecke rue du Pont Neuf, rue de la Monnaie, 2013

La Samaritaine ist seit 1869 ein Pariser Warenhaus mit einem gehobenen Sortiment und Luxuswaren. „Die Samaritaine hat 364 Tage im Jahr geöffnet. Geschlossen ist nur am 1. Mai.“ Mit 48.000 Quadratmetern Verkaufsfläche war sie 2005 das größte Warenhaus von Paris. Sie ist ein vierteiliges Gebäudeensemble und steht im 1. Arrondissement am rechten Ufer der Seine am Pont Neuf. Seit 2001 ist sie im Besitz des französischen Luxusgüterkonzerns LVMH Moët Hennessy – Louis Vuitton SE La Samaritaine wurde 2005 aus feuerschutzrechtlichen Gründen geschlossen und anschließend renoviert. Die Wiedereröffnung erfolgte am 23. Juni 2021.
LVMH ließ den gesamten Komplex mit einer Mischnutzung von Ladengeschäften, Büroräumen, Kindertagesstätten und Wohnungen umgestalten. Das Art-déco-Gebäude am Seine-Ufer (magasin 2) enthält ein Luxushotel der LVMH-Tochter Cheval Blanc. Im Komplex sind zusätzlich „eine Kinderkrippe und fast 100 Sozialwohnungen“ enthalten. Denkmalschutzrechtliche Klagen gegen eine neue, milchglasartige Fassadengestaltung von magasin 4 unterbrachen zwei Jahre lang die Bauarbeiten. Die Neueröffnung wurde mehrfach verschoben.

## Geschichte

Lageplan der vier Gebäude

Der Gründer Ernest Cognacq (1839–1928) hatte als Straßenhändler von Krawatten auf dem Pont Neuf begonnen. Seine Gattin Marie-Louise Jaÿ (1838–1925) war zuvor die erste Verkäuferin in der Kostümabteilung des Bon Marché gewesen. 1869 mietete Cognacq seine erste kleine Boutique in einem Café am Eckgebäude zwischen der Rue du Pont-Neuf und der Rue de la Monnaie vor dem einmündenden Pont Neuf. Ein Jahr später konnte er das Café aufkaufen und den Laden erweitern, dem er den Namen La Samaritaine gab. 1872 heiratete er Marie-Louise Jaÿ, die er seit 1856 kannte. Cognacq orientierte sich an den Verkaufsmethoden von Aristide Boucicaut, räumte aber den Abteilungsleitern große Vollmachten ein.
Von 1883 bis 1933 wurde La Samaritaine mehrfach erweitert, vor allem zwischen 1903 und 1907 durch den Jugendstilarchitekten Frantz Jourdain und 1933 im Stil des Art déco durch Henri Sauvage. Das Haus 2 (magasin 2) steht heute vollständig unter Denkmalschutz, das dreieckige Haus 3 zwischen den Straßen Rue de Rivoli, Rue du Pont-Neuf und der Rue de Boucher nur mit Fassade und Dach (gemäß der Verordnung Arrêté en France du 25 juillet 1990). Hinter dem Haus 2 (magasin 2 grenzt ein viertes Geschäft an.
In den 1960er- und 1970er-Jahren warb das Warenhaus mit dem Motto: „On trouve tout à la Samaritaine“ (deutsch „Im Samaritaine findet man alles“). Die Schließung der nahen zentralen Pariser Markthallen 1969 und deren Verlagerung an den Pariser Stadtrand hatte eine empfindliche Einbuße an Kundschaft zur Folge. Nach Verlusten in den 1990er-Jahren wurde La Samaritaine im Januar 2001 vom geschäftsführenden Inhaber Georges Renand an die Luxusgüter-Firmengruppe LVMH von Bernard Arnault für fast 230 Millionen Euro verkauft, zuvor hatte LVMH auch Le Bon Marché erworben. Trotz einer geschäftlichen Neuausrichtung nahmen die Verluste zu.

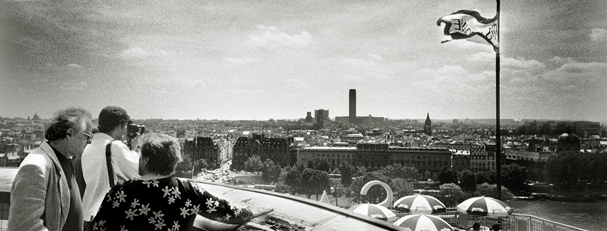
Das Dachcafé bietet eine hervorragende Aussicht auf das Stadtpanorama. Eine rundumlaufende Radierung auf der runden Brüstung erläuterte den jeweiligen Ausblick (1994).

Nach einer Inspektion durch die Polizeipräfektur im Juni 2005 wurde das Warenhaus wegen Problemen beim Brandschutz geschlossen. Die Geschäftsführung kündigte daraufhin an, wegen der erforderlichen Renovierungsarbeiten den Betrieb für mindestens sechs Jahre einzustellen. Zwei unabhängige Gutachten von den Gewerkschaften und von mehreren Architekten kamen zu dem Schluss, dass zur Ausbesserung der Sicherheitsmängel das Warenhaus nur 18 Monate lang hätte geschlossen werden müssen. Darüber hinaus warfen die Gewerkschaften der Unternehmensleitung vor, schon lange von den Mängeln gewusst zu haben und das Brandrisiko noch zusätzlich verstärkt zu haben, indem ohne Genehmigung zusätzliche Lagerflächen eingerichtet worden waren. Das Brandrisiko diene als Vorwand zur Schließung eines unrentablen Betriebes. Der damalige Pariser Bürgermeister Bertrand Delanoë versicherte dagegen, das Samaritaine bleibe auf jeden Fall ein Geschäft.

## Umgestaltung durch LVMH
Im Juni 2008 präsentierte LVMH ein Nutzungskonzept, wonach bis 2013 die Gebäude zu einem Luxushotel, Büros und auch einigen Sozialwohnungen umgebaut werden sollten.
Die damalige stellvertretende Bürgermeisterin von Paris, Anne Hidalgo, bestätigte in einem Interview im Juli 2009, dass der Pariser Stadt- und Regionalrat die Umwandlung von La Samaritaine in ein Luxushotel und andere Einrichtungen diskutierte.
Im April 2010 beschloss die Konzernleitung von LVMH, das japanische Architekturbüro SANAA mit der Umgestaltung des Gebäudeensembles zu beauftragen. Das vollständig denkmalgeschützte La Samaritaine (magasin 2) wurde zu einem Luxushotel der LVMH-Tochter Cheval Blanc umgebaut, während in den anderen Gebäuden Ladengeschäfte, Büros, Wohnungen und Kindertagesstätten entstanden.
Das japanische Architekturbüro SANAA verantwortete ab 2010 die Gesamtplanung und veröffentlichte im Juni 2011 seine Entwürfe. Der Kopfbau des magasin 4 an der Rue de Rivoli sollte eine moderne, halbtransparente Fassade erhalten.
Denkmalschutzvereine klagten gegen die vorgesehene Fassadengestaltung vor dem zuständigen Verwaltungsgericht (Tribunal administratif) und gewannen im Mai 2014 in erster Instanz sowie am 5. Januar 2015 in zweiter Instanz vor dem cour administrative d’appel de Paris (Berufungsgericht). Am 19. Juni 2015 entschied in letzter Instanz der Staatsrat, dass die Umbaupläne keinen Verstoß gegen die Pflicht zur Integration in das Stadtbild darstellen und hob den verhängten Baustopp auf.

## Herkunft des Namens

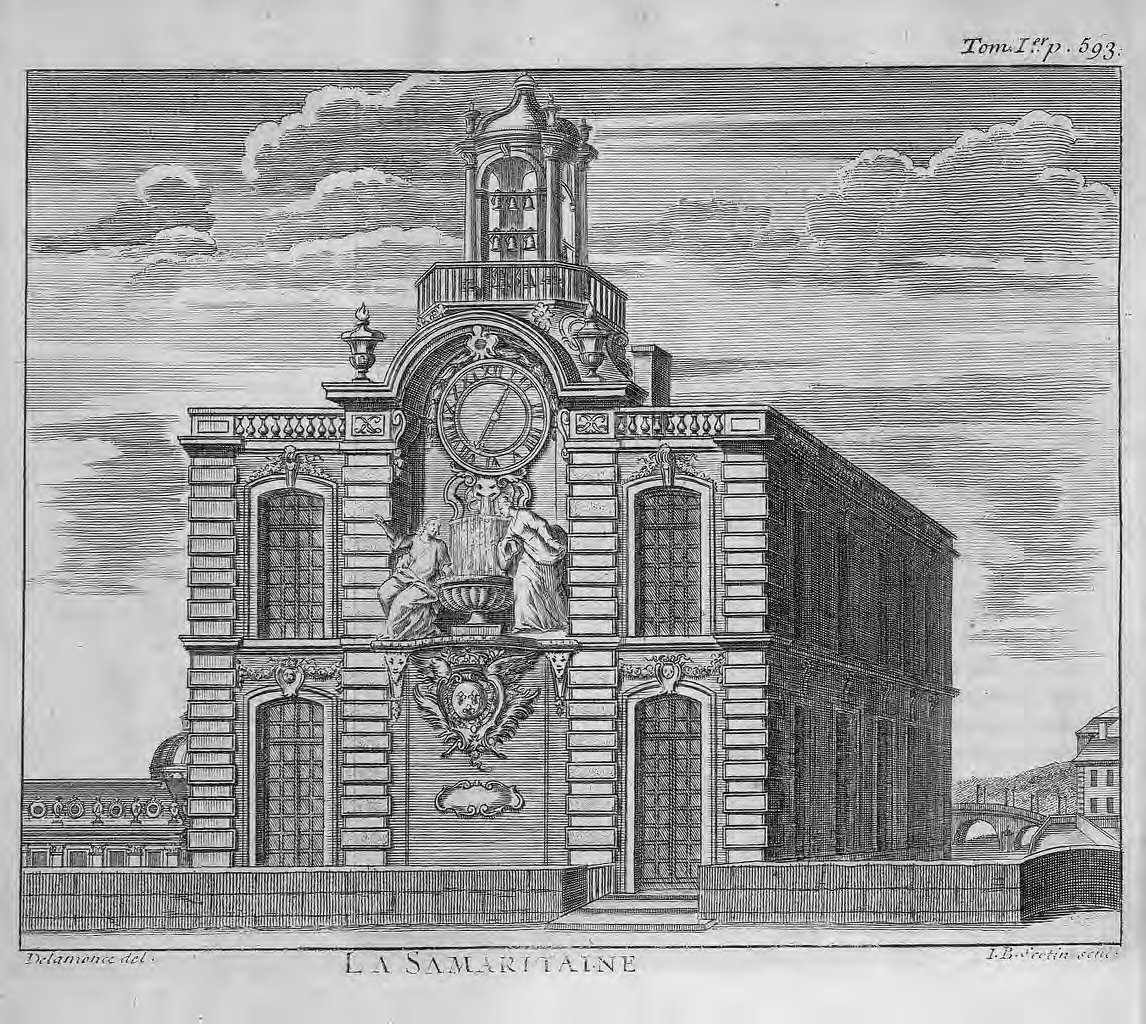
Pumpwerk La Samaritaine, 1742

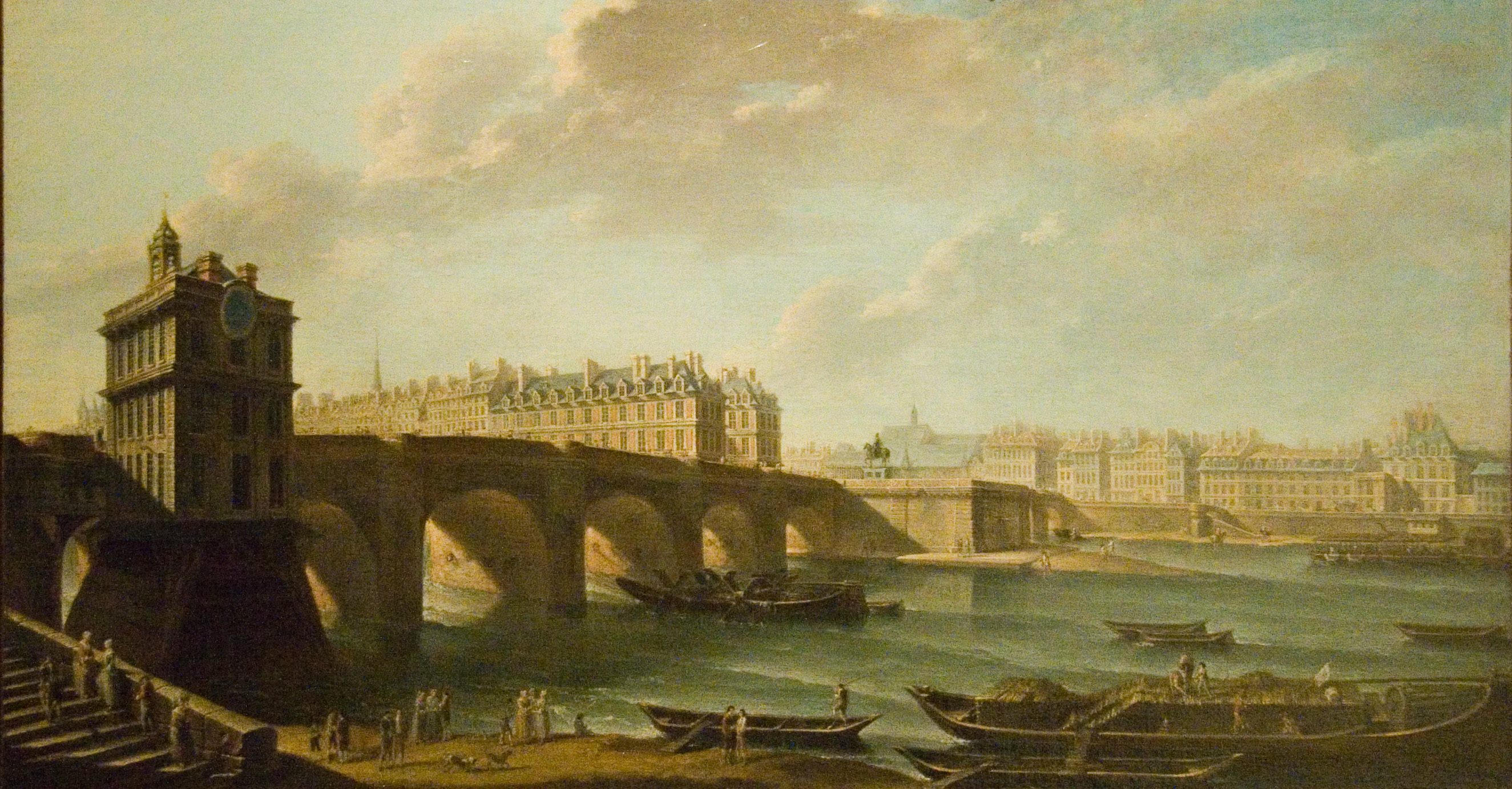
Pont Neuf mit Pumpturm (links), 1777, Nicolas Raguenet

La Samaritaine war der Name einer Wasserpumpe zur Wasserversorgung des Louvre und des Jardin des Tuileries am Pont Neuf, die auf Anordnung von König Heinrich IV. nach den Plänen des Flamen Jean Lintlaër erbaut worden war. Es war die erste hydraulische Wasserpumpe in Paris. Sie wurde von Robert de Cotte zwischen 1712 und 1719 umgebaut und dann von Jacques-Germain Soufflot und Ange-Jacques Gabriel renoviert.
Das Pumpengebäude war mit einem Relief verziert, das die biblische Geschichte einer Begegnung Jesu mit der Samariterin am Jakobsbrunnen (Joh 4,1–26 ) darstellte, gestaltet von den Bildhauern Bernard und René Frémin (1672–1744). Das Gebäude krönte eine Uhr mit einer mechanischen Figur des Glockenschlägers (Jacquemart) und später ein Glockenspiel (Carillon).
1813 wurde die alte Pumpe abgerissen. Nahe ihrem früheren Standort mietete Ernest Cognacq 1869 sein erstes Geschäft, das er nach der Pumpe benannte. Der Geschäftsname wurde umgangssprachlich mit „La Samar“ abgekürzt.

## Filme
- Kleine Fische, große Fische. (Originaltitel: Riens du tout.) Film-Satire, Frankreich, 1992, 93 Min., Buch: Cédric Klapisch, Jackie Berroyer, Regie: Cédric Klapisch[16]
Klapischs Spielfilmdebüt spielt im La Samaritaine und handelt von dem Warenhausmanager Lepetit (Der Kleine), der innerhalb eines Jahres ein wirtschaftlich angeschlagenes Warenhaus retten soll. Zur Steigerung der Arbeitsmotivation setzt er verschiedene Methoden ein wie Gruppenarbeit, Körperarbeit, Chorgesang, Bungee-Jumping, ein Zeltlager für Führungskräfte sowie die Teilnahme an einem Marathonlauf. Am Ende muss er erkennen, dass er nur als Mittel zur Wertsteigerung einer Immobilie benutzt wurde.

- Eine Episode des Spielfilms Holy Motors (2012) spielt im leeren Gebäude, auf der Dachterrasse und dem Areal des früheren Kaufhauses.